# Soledad Torres Acosta
Manuela Torres Acosta en religion Soledad Torres Acosta (Madrid, 2 décembre 1826 - Madrid, 11 octobre 1887) est une religieuse espagnole, fondatrice des Servantes de Marie, ministres des malades, et reconnue sainte par l'Église catholique .

## Biographie
Née à Madrid en 1826, dans une famille simple, elle est baptisée avec les noms de Bibiana Antonia Manuela Torres Acosta. Son père, Manuel Jimenez Torres, gère une laiterie ; malgré les difficultés financières, ses parents décident qu'elle ne sera pas domestique mais ira dans un collège gratuit tenu par les filles de la charité. Dès son plus jeune âge, elle est attirée par la vie religieuse.
Elle désire rejoindre un couvent de moniales dominicaines mais la communauté ne peut la recevoir faute de place. Pendant cette attente, une cousine lui parle du projet d'un prêtre de Chamberí, Miguel Sanz Martinez, qui envisage de créer un institut pour les soins des malades à domicile. En août 1851, elle fait profession religieuse avec six compagnes ; ainsi naissent les servantes de Marie.
La communauté vit dans une extrême pauvreté, leur logement est constitué d'une pièce unique servant de dortoir, de cuisine, de salle à manger, de séjour et de chapelle. L'Espagne est traversée par de sanglants conflits politiques, et frappée par une épidémie de choléra. Les religieuses vont soigner les malades aux péril de leur vie. Le directeur spirituelle de la jeune congrégation nomme une autre religieuses comme supérieure de la communauté (Manuela sa charge de supérieure). La dureté de la tâche, et la mauvaise gestion de la supérieur, font que quatre sœurs de la fondation initiale abandonnent, (les deux autres sont mortes).

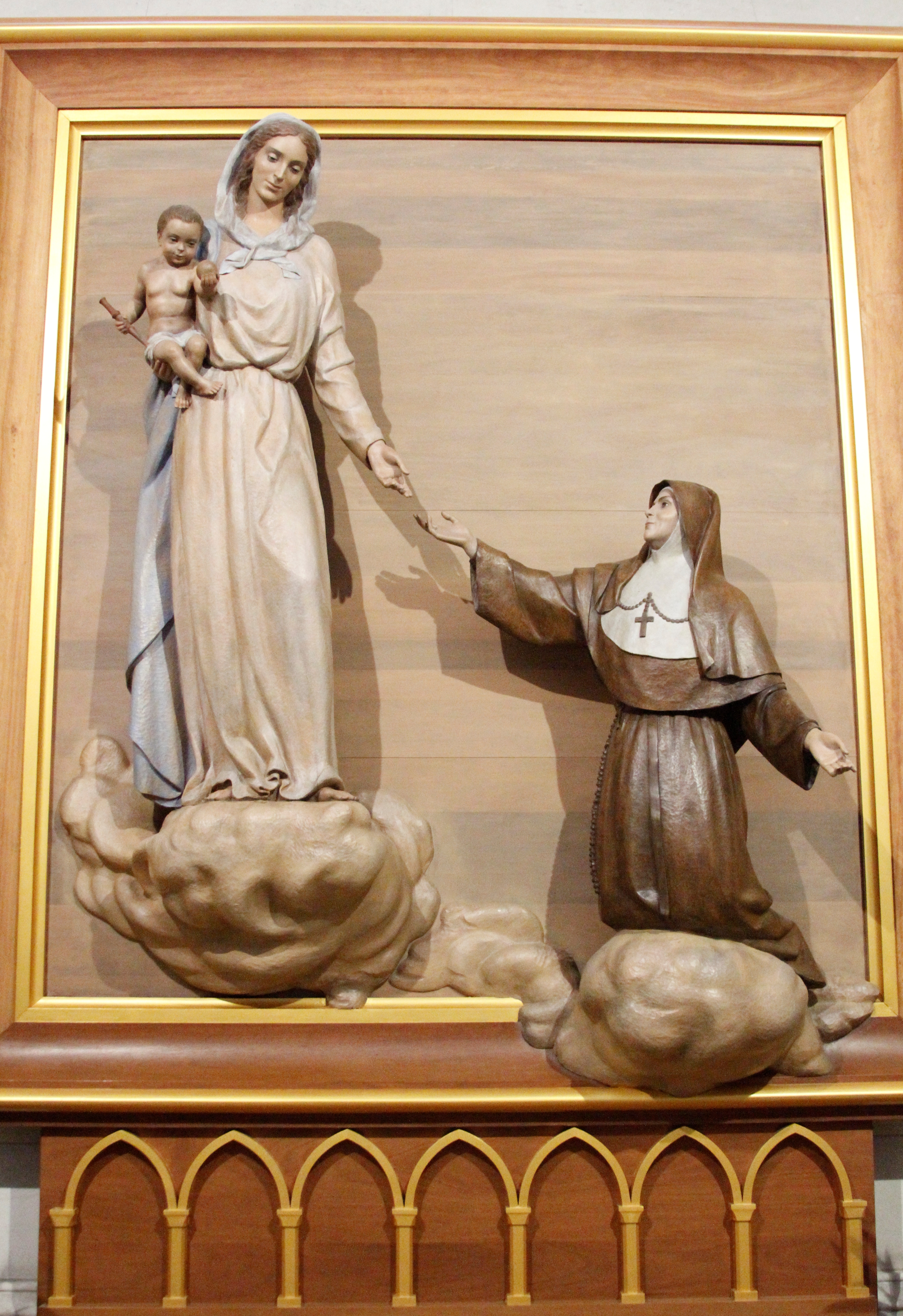
Bas-relief à la cathédrale de l'Almudena, Madrid.

En 1856, Dom Miguel Martinez part comme missionnaire pour Fernando Poo (Guinée équatoriale), persuadé que la congrégation ne va pas tenir. La situation est tellement mauvaise que le cardinal pense d'abord supprimer l'institut, mais le soin des malades à domicile lui tient à cœur, et en 1857, il fait appel à un nouveau directeur spirituel, le Père Gabino Sánchez, religieux augustin. Ce dernier nomme Soledad comme supérieure de l'institut; ensemble, ils rédigent des constitutions et échappe à la suppression avec le soutien de la reine Isabelle II. Les volontaires reviennent, et la congrégation reprend de l'ampleur. De son vivant, mère Marie-Désolée fonde 46 maisons religieuses,.
La congrégation est approuvée en 1876 par Léon XIII. Elle se répand dans toute l'Espagne et l'Amérique: en 1875, une maison à Cuba puis à Santander, Almeria, Saragosse, etc.

### Mort et canonisation
Elle meurt à Madrid le 11 octobre 1887. Elle est béatifiée par le pape Pie XII le 5 février 1950 et canonisé le 25 janvier 1970 par Paul VI.
Sa fête est célébrée le 11 octobre.

## Source
- (es) Cet article est partiellement ou en totalité issu de l’article de Wikipédia en espagnol intitulé « Soledad Torres Acosta » (voir la liste des auteurs).